# Синклер, Джордж, 4-й граф Кейтнесс
Джордж Синклер (англ. George Sinclair, 4th Earl of Caithness; умер 9 сентября 1582) — шотландский дворянин и пэр, 4-й граф Кейтнесс и глава клана Синклер (1529—1582), шотландского клана Северо-Шотландского нагорья.

## Ранние годы
Второй сын Джона Синклера (? — 1529), 3-го графа Кейтнесса (1513—1529), и Элизабет Сазерленд (? — 1527), дочери Уильяма Сазерленда из Даффуса (? — 1530).

## Граф Кейтнесс
В мае 1529 года после гибели своего отца Джордж Синклер унаследовал титул графа Кейтнесса и главы клана Синклер. Джордж Синклер, 4-й граф Кейтнесс, передал свое графство в руки Марии, королевы Шотландии, которая, в свою очередь, даровала хартию сыну и наследнику графа, Джону Синклеру, 2 октября 1545 года с оговоркой о пожизненной ренте. Он появляется как член Тайного совета Шотландии, и записи Совета показывают, что в течение многих лет до 1553 года между графом Кейтнессом и кланом Маккей происходила вражда. Совет приказал графу Кейтнессу 18 сентября 1553 года встретиться с графом Хантли, который был генерал-лейтенантом короны на Севере, и епископом Росса в Инвернессе «под страхом восстания». Он встретился с Марией, королевой Шотландии в 1555 году в Инвернессе, чтобы урегулировать беспорядки в этой части королевства. По словам Ролана Сен-Клера, граф должен был привести своих соотечественников с собой в суд, что он либо проигнорировал, либо отказался сделать, и в результате он был заключен в тюрьму последовательно в Инвернессе, Абердине и Эдинбурге и не был освобожден, пока не получил заплатил значительную сумму денег. 18 декабря 1556 года Джордж, граф Кейтнесс, получил прощение от короны за притеснение сеньоров. Он также получил две хартии на должность юстициара от Портинкултера до Пентленд-Ферт, которую его предшественники держали 22 декабря 1561 года.
В ночь убийства Дэвида Риццио 9 марта 1566 года граф Кейтнесс был с отрядом, которая пыталась спасти королеву, но, будучи в меньшинстве, отказался от этого плана. Два дня спустя королева вместе с лордом Дарнли бежала в замок Данбар, где к ним присоединились их друзья, в том числе граф Кейтнесс. Срок полномочий графа Кейтнесса в качестве судьи был продлен 14 мая 1566 года. Он был начальником суда над Джеймсом Хепберном, 4-м графом Ботвеллом, за убийство лорда Дарнли, 12 апреля 1567 года .
В 1570 году произошла битва при Торран-Рое между войсками Джорджа Синклера, 4-го графа Кейтнесса, и Александра Гордона, 12-го графа Сазерленда. Кейтнесс был первоначально побежден вассалами Сазерленда Мюрреями из Аберскросса, но он вернулся, чтобы осадить Мюрреев в Дорнохе, после чего несколько из них были обезглавлены. Позднее граф Кейтнесс заключил в тюрьму своего сына, мастера Кейтнесса, за мир с Мюрреями. Мастер Кейтнесс умер в замке Синклер Гирниго в 1576 году. Джордж, 4-й граф Кейтнесс, также получил разрешение заключить в тюрьму своего младшего брата Дэвида Синклера в замке Синклер-Гирниго.
Джордж Синклер, 4-й граф Кейтнесс, скончался в Эдинбурге 9 сентября 1582 года и был похоронен в Росслинской часовне. По его собственной просьбе его сердце было извлечено и заключено в свинцовый гроб, который был отправлен в Кейтнесс и помещен в церковь в Вик. На замке Баррогилл (Замок Мей) есть древняя резьба с изображением герба Джорджа Синкалира, 4-го графа Кейтнесс.

## Семья

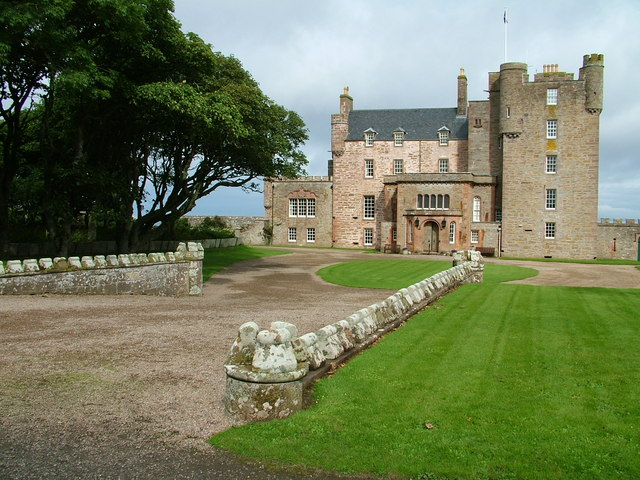
Замок Баррогилл (замок Мэй), где есть древняя резьба с изображением герба Джорджа Синкалира, 4-го графа Кейтнесса.

Джордж Синклер, 4-й граф Кейтнесс, женился на леди Элизабет Грэм, дочери Уильяма Грэма, 2-го графа Монтроза, от брака с которой у него были следующие дети:
- Джон Синклер, мастер Кейтнесс (ум. 1576), который женился на Джин Хепберн, дочери Патрика Хепберна, 3-го графа Ботвелла, и оставил детей, в том числе Джорджа Синклера, 5-го графа Кейтнесса.
- Уильям Синклер, первый лорд Мэй и предок Синклеров из Ульбстера. Его сын Уильям учился в средней школе в Эдинбурге в 1595 году и застрелил Джона Макморрана.
- Джордж Синклер из Мэя, канцлер Кейтнесса.
- Дэвид Синклер[1].
- Барбара Синклер или Беатрикс Синклер, которая вышла замуж за Александра Гордона, 12-го графа Сазерленда, и развелась с ним к 1573 году.
- Элизабет Синклер, которая вышла замуж, во-первых, за Александра Сазерленда из Даффуса, а во-вторых, за Хьюстина Дю Маккея, 13-го вождя из Стратнавера.
- Маргарет Синклер, вышедшая замуж за Уильяма Сазерленда из Даффуса[1].
- Барбара Синклер, замужем за Александром Иннсом из Иннса[1][3].
- Джанет Синклер, жена Роберта Манро, 16-го барона Фулиса[6][2].
- Агнес Синклер, которая вышла замуж за Эндрю Хэя, 8-го графа Эрролла[1].

Генерал Артур Сент-Клэр (1736—1818), участник Войны за независимость США, как сообщается, был потомком Джорджа Синклера, 4-го графа Кейтнесса.